# Fethi Zghonda
Fethi Zghonda (arabe : فتحي زغندة), né en 1949, est un musicien, compositeur et chef d'orchestre tunisien.

## Biographie
Né en 1949 au sein d’une famille de musiciens,, il est titulaire de plusieurs diplômes universitaires en langue et littératures arabe et allemande, ainsi qu'en musique.
Il enseigne l'éducation musicale à partir de 1973 dans les instituts sous la tutelle des ministères de l'Enseignement supérieur et de la Culture. Il est par ailleurs désigné secrétaire général et directeur de la musique au ministère de la Culture et du Tourisme dans les années 1980.
En 2009, il est élu vice-président du Conseil international de la musique.
Après la révolution de 2011, il remplace Zied Gharsa à la direction de l'orchestre de La Rachidia.

## Publications
Fethi Zghonda a contribué à la recherche et à la préservation du patrimoine ainsi qu'à la formation de musiciens avant-gardistes sur la scène musicale tunisienne et arabe.
Un grand nombre de ses publications musicales sont parues à Tunis en mode libre et traditionnel, comme Points de réflexion, études et approches en musique et en musicologie.
Il a été responsable de l'édition de Sélections du malouf tunisien, une série publiée en France avec une coopération entre le ministère de la Culture et la Maison des cultures du monde à Paris.

## Distinctions
- Commandeur de l'Ordre tunisien du Mérite (2007)[6].